# Jean-Pierre Bergeret
Jean-Pierre Bergeret (Oloron-Sainte-Marie, Béarn, 1752 – Paris, 28 de março de 1813) foi um médico e botânico francês.

## Biografia
Estudou cirurgia e botânica com Bernard de Jussieu (1699-1777) em Paris. Embora não tenha frequentado nenhuma escola de medicina, obteve de maneira excepcional o título de doutor.
Tornou-se famoso por ter publicado Phytonomatotechnie universelle (três volumes, 1783 – 1784), ou seja, a arte de dar as plantas nomes tirados de suas características, sistema que possibilita nomear todas plantas que crescem sobre a superfície do globo com certa facilidade. Sua ideia consiste em estabelecer um código, baseado em treze letras,   destinado a nomear as plantas de acordo com as suas características. A leitura do nome de uma planta como, por exemplo, LUPXYGVEAHQEZ (Eranthis hyemalis Salisb. in L., 1807), permitiria conhecer a forma e a estrutura dos frutos, pistilos, estames, corola, etc.
A obra, cuja tiragem foi de menos de 200 exemplares, não foi seguida por nenhum botânico, mesmo pelos oponentes ao sistema proposto por Carl von Linné (1707-1778). As ilustrações que acompanham o Phytonomatotechnie universelle são notáveis.
Confunde-se (1) frequentemente Jean-Pierre Bergeret com um  homônimo, também botânico, Jean Bergeret (1751-1813) autor de Flore des Basses-Pyrénées.

## Nota
- (1) É o caso da obra de Davy de Virville (1955) que atribui a mesma pessoa as publicações dos dois Bergeret. É o caso também da Flora europaea editada pela Universidade de Cambridge ( citado por Dayrat, 2003).